# کلاغ نوک‌باریک
کلاغ نوک‌باریک (نام علمی: Corvus enca) نام یک گونه از سرده کلاغ است.